# Ethilla tenor
Ethilla tenor är en tvåvingeart som först beskrevs av Charles Howard Curran 1927.  Ethilla tenor ingår i släktet Ethilla och familjen parasitflugor.
Artens utbredningsområde är Kongo. Inga underarter finns listade i Catalogue of Life.